# Festival Internacional de Cine de San Sebastián 1992
La 40.ª edición del Festival Internacional de Cine de San Sebastián se celebró entre el 17 y el 26 de septiembre de 1992. El Festival se consolidó en la máxima categoría A (festival competitivo no especializado) de la FIAPF. 

## Desarrollo
El festival se inauguró el 17 de septiembre con la proyección fuera de concurso de El maestro de esgrima. Estuvieron presentes el lehendakari José Antonio Ardanza y Joseph L. Mankiewicz, que recibió un premio especial y del que se proyectó De repente, el último verano.
El día 18 se proyectaron La tarea prohibida y The Legend of the Icon de la sección oficial y Diary of a Hitman y American Me de la Zabaltegi. El 19 se proyectaron Tito i ja, The Favour, the Watch and the Very Big Fish y El juego de Hollywood en la sección oficial y Diplomatic Immunity a la Zabaltegi. El 20 se proyectaron Un lugar en el mundo, Inside Monkey Zetterland y  Unlawful Entry de la sección oficial y Sublet de Chus Gutiérrez en "Nuevos Realizadores". Ray Liotta visitó el festival. El día 21 se proyectaron La reina anónima y Verlorene Landschaft de la sección oficial y Montréal vu par… de la Zabaltegi, el 22 El patrullero y The Footstep Man, el 23 Der Nachbar y Il giardino dei ciliegi el 24 Prorva y Zwolnieni z życia al tiempo que visitaba el festival Lauren Bacall, galardonada con el Premio Donostia. El 25 se proyectaron Goldberg Variációk y Mujer blanca soltera busca... y Bitter Moon fue proyectada en la clausura. El día 26 se entregaron los premios.

## Jurados
Jurado de la Sección Oficial
- Javier Aguirresarobe (Presidente)
- Rock Demers
- Eduardo Galeano
- Şerif Gören
- Nikita Mikhalkov
- Assumpta Serna
- Francesco Maselli
- Luis Puenzo

## Películas

### Sección Oficial
Las 15 películas siguientes compitieron para el premio de la Concha de Oro a la mejor película:
| Título en España                     | Título original                             | Director(es)              | País         |
| ------------------------------------ | ------------------------------------------- | ------------------------- | ------------ |
| El vecino                            | Der Nachbar                                 | Götz Spielmann            | Austria      |
| El maestro de esgrima                | El maestro de esgrima                       | Pedro Olea                | España       |
| Goldberg Variációk                   | Goldberg Variációk                          | Ferenc Grünwalsky         | Hungría      |
| El patrullero                        | El patrullero                               | Alex Cox                  | México       |
| Il giardino dei ciliegi              | Il giardino dei ciliegi                     | Antonello Aglioti         | Italia       |
| Intimidades de Monkey Zetterland     | Inside Monkey Zetterland                    | Jefery Levy               | EE. UU.      |
| La reina anónima                     | La reina anónima                            | Gonzalo Suárez            | España       |
| La tarea prohibida                   | La tarea prohibida                          | Jaime Humberto Hermosillo | México       |
| Prorva                               | Prorva                                      | Ivan Dykhovichnyy         | Francia      |
| Mujer blanca soltera busca...        | Single White Female                         | Barbet Schroeder          | EE.{esd}}UU. |
| El favor, el reloj y el gran pescado | The Favour, the Watch and the Very Big Fish | Ben Lewin                 | Reino Unido  |
| The Footstep Man                     | The Footstep Man                            | Leon Narbey               | España       |
| The Legend of the Icon               | The Legend of the Icon                      | Rodoh Seji                | EE. UU.      |
| Tito i ja                            | Tito i ja                                   | Goran Marković            | Yugoslavia   |
| Un lugar en el mundo                 | Un lugar en el mundo                        | Adolfo Aristarain         | Argentina    |
| Verlorene Landschaft                 | Verlorene Landschaft                        | Andreas Kleinert          | Alemania     |
| Zwolnieni z życia                    | Zwolnieni z życia                           | Waldemar Krzystek         | Polonia      |

### Fuera de competición
Las películas siguientes fueron seleccionadas para ser exhibidas fuera de competición: 
| Título en España                | Título original                  | Director(es)         | País    |
| ------------------------------- | -------------------------------- | -------------------- | ------- |
| Lunas de hiel                   | Bitter Moon                      | Roman Polanski       | EE.UU.  |
| El maestro de esgrima           | El maestro de esgrima            | Pedro Olea           | España  |
| Les Enfants du paradis          | Les Enfants du paradis           | Marcel Carné         | Francia |
| De repente, el último verano    | Suddenly, Last Summer            | Joseph L. Mankiewicz | EE.UU.  |
| Teodora, emperatriz de Bizancio | Teodora, imperatrice di Bisanzio | Riccardo Freda       | Italia  |
| El juego de Hollywood           | The Player                       | Robert Altman        | EE.UU.  |
| Falsa seducción                 | Unlawful Entry                   | Jonathan Kaplan      | EE.UU.  |

### Otras secciones oficiales

#### Zabaltegi[20]
| Título en español             | Título original           | Director(es)                                                         | País        |
| ----------------------------- | ------------------------- | -------------------------------------------------------------------- | ----------- |
| American Me                   | American Me               | Edward James Olmos                                                   | EE.UU.      |
| El vídeo de Benny             | Benny's video             | Michael Haneke                                                       | Austria     |
| Complicazioni nella notte     | Complicazioni nella notte | Sandro Cecca                                                         | Italia      |
| Diario de un asesino a sueldo | Diary of a Hitman         | Roy London                                                           | EE.UU.      |
| La hora azul                  | Die Blaue Stunde          | Marcel Gisler                                                        | Alemania    |
| Inmunidad diplomática         | Diplomatic Immunity       | Sturla Gunnarsson                                                    | EE.UU.      |
| Dulce Emma, querida Bobe      | Édes Emma, drága Böbe     | István Szabó                                                         | Hungría     |
| Eduardo II                    | Edward II                 | Derek Jarman                                                         | Reino Unido |
| Europa Europa                 | Europa Europa             | Agnieszka Holland                                                    | Dinamarca   |
| Fool's fire (TV)              | Fool's fire (TV)          | Julie Taymor                                                         | EE.UU.      |
| En la sopa                    | In the Soup               | Alexandre Rockwell                                                   | EE.UU.      |
| Koniec Gry                    | Koniec Gry                | Feliks Falk                                                          | Polonia     |
| El roble                      | Balanţa                   | Lucian Pintilie                                                      | Rumanía     |
| Montreal visto por...         | Montréal vu par…          | Denys Arcand, Michel Brault, Atom Egoyan, Léa Pool y Patricia Rozema | Canadá      |
| Hechizo de un beso            | Prelude to a kiss         | Norman René                                                          | EE.UU.      |
| Qiu Ju, una mujer china       | Qiū Jú dǎ guānsi          | Zhang Yimou                                                          | China       |
| Samantha                      | Samantha                  | Stephen La Rooque                                                    | EE.UU.      |
| Samostoiatelnaia jizn         | Vitali Kanevski           | Rusia                                                                |             |
| Symbiopsychotaxiplasm         | Symbiopsychotaxiplasm     | Willian Greaves                                                      | EE.UU.      |
| Tango argentino               | Tango argentino           | Goran Paskaljević                                                    | Yugoslavia  |
| Shisheng Huamei               | Sheng-Fu Cheng            | China                                                                |             |
| Manos que empujan             | Tuī Shǒu                  | Ang Lee                                                              | Taiwán      |
| El año de las armas           | Year of the Gun           | John Frankenheimer                                                   | EE. UU.     |

#### Retrospectivas
Las retrospectivas de este año fueron La otra orilla y Bienvenido, Mr. Cassavetes, en la que se proyectaron Faces y Husbands pero no otros como Mikey and Nicky y Big Trouble.

## Palmarés

### Premios oficiales
Ganadores de la Sección Oficial del 41º Festival Internacional de Cine de San Sebastián de 1992:
- Concha de Oro: Un lugar en el mundo de Adolfo Aristarain
- Premio Especial del Jurado: Zwolnieni z życia de Waldemar Krzystek
- Concha de Plata al mejor Director: Goran Marković por Tito i ja
- Concha de Plata a la mejor Actriz: Krystyna Janda por Zwolnieni z życia
- Concha de Plata al mejor Actor al niño Dimitrie Vojnov por Tito i ja
- Premio Nuevos Directores: Langer gang de Yılmaz Arslan
- Premio documental de creación: The JFK Assassination-The Jim Garrison Tapes, de John Barbour
- Premio Público Joven al documental de creación: Hobo de John T. Davis
- Premio de la Juventud: Abracadabra de Harry Cleven
- Premio FIPRESCI: El vecino de Götz Spielmann
- Premio OCIC: Un lugar en el mundo de Adolfo Aristarain
- Premio CICAE: El vecino de Götz Spielmann
- Premio Autor-92 de la SGAE: Harry Cleven por su guion en Abracadabra
- Premio Donostia: Lauren Bacall